# Камден (Илиноис)
Камден (енгл. Camden) град је у америчкој савезној држави Илиноис.

## Демографија
По попису из 2010. године број становника је 86, што је 11 (-11,3%) становника мање него 2000. године.
| Група             | 2000.       | 2010.      |
| Белци             | 97 (100,0%) | 85 (98,8%) |
| Афроамериканци    | 0 (0,0%)    | 0 (0,0%)   |
| Азијати           | 0 (0,0%)    | 0 (0,0%)   |
| Хиспаноамериканци | 0 (0,0%)    | 0 (0,0%)   |
| Укупно            | 97          | 86         |